# Мстислав (Скрипник)
Святіший Патріарх Київський і всієї України Мстисла́в (у миру Степа́н Іва́нович Скри́пник; 10 квітня 1898, Полтава — 11 червня 1993, Грімсбі, Канада) — український державний, політичний, громадський і церковний діяч, Патріарх Київський і всієї України, Предстоятель Української автокефальної православної церкви, Першоієрарх УАПЦ в США та Діаспорі, хорунжий Армії УНР. Племінник (син сестри) Симона Петлюри, Головного отамана військ та Голови Директорії Української Народної Республіки.
Відповідно до українського законодавства є борцем за незалежність України у ХХ столітті.

## Ранні роки, армія, суспільна праця

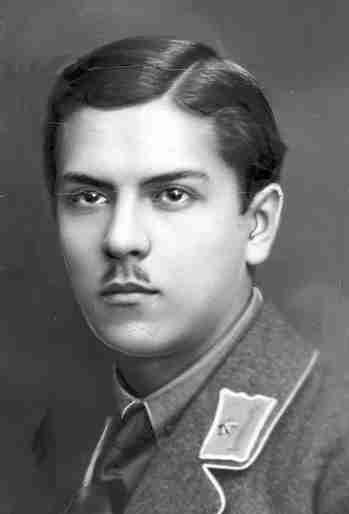
Степан Скрипник у формі хорунжого. 1920 рік.

Степан Іванович Скрипник народився 10 квітня 1898 року в Полтаві — тодішньому центрі українського культурного життя на Лівобережжі. Відвідував Першу полтавську класичну гімназію, продовжував навчання в офіцерській школі в Оренбурзі. Служив у російській імператорській армії.
У березні 1918 року вступив добровольцем до кінно-гайдамацького полку ім. Костя Гордієнка Окремої Запорізької дивізії Армії УНР, у складі якого брав участь у боях проти червоних у 1918–1919 роках. У 1920 році служив у 3-й Залізній дивізії Армії УНР. За бойові заслуги одержав старшинське звання хорунжого. У 1920–1921 роках був особистим ад'ютантом Головного Отамана УНР Симона Петлюри.
У 1920-ті роки проживав у селі Борсуках (нині — Кременецький район). У міжвоєнний період працював у кооперативних установах Галичини і Волині, належав до провідних членів Волинського Українського об'єднання.
1923 року емігрував у Варшаву, де закінчив Вищу школу політичних наук.
1930 року обраний послом до Польського сейму, захищав права українців у Польщі. Заявив про себе у лютому 1931 року побиттям посла-комуніста Фердинанда Ткачова. Виступав проти укладення додаткової до Конкордату 1925 угоди 20 червня 1938 року між урядом Республіки Польщі та Ватиканом, наслідком якої стало знищення понад 100 православних церков Підляшшя та Холмщини, ревіндикації близько 2800 га землі, що належала Церкві.
1940 року — повітовий інспектор у місті Холм.
Брав участь у церковному та громадському житті: представляв мирян у єпархіальних радах, став членом Митрополичої ради та ініціатором і головою товариства «Українська школа» в Рівному. У 1941 році очолював Український допоміжний комітет — організацію допомоги та милосердя.
1 вересня 1941 року в Рівному відбулося перше засідання Української ради довір'я на Волині — громадського органу самоуправління на чолі зі Степаном Скрипником. До її складу увійшли відомий письменник Улас Самчук, провідні діячі ОУН(б) на ПЗУЗ Ростислав Волошин, Омелян Грабець, Сергій Качинський. Того дня на засіданні Української ради довір'я на Волині створено «Тимчасову Адміністрацію Української Православної Церкви», яку очолив архієпископ Полікарп (Сікорський).
Основоположник і головний редактор рівненського часопису «Волинь».

## Праця на церковній ниві
Обраний заступником голови Холмської єпархіальної ради.
У квітні 1942 р. висвячений у ієреї. 14 травня, за рішенням Собору УАПЦ в Кафедральному соборі Андрія Первозваного у Києві, хіротонізований на єпископа Переяславського Української православної церкви.
У Почаєві вів переговори з митрополитом Української автономної церкви Олексієм (Громадським) про об'єднання двох церков і 8 жовтня 1942 року підписав «Акт поєднання».
Заарештований гестапо на українських землях та ув'язнений у тюрмах Чернігова і Прилук, з 1944 р. жив у Варшаві, згодом — у Словаччині, пізніше — у Німеччині, де очолював єпархії УАПЦ в Гессені, Вюртемберзі.
1947 року на північноамериканському континенті обраний первоієрархом Української греко-православної церкви з титулом єпископа Вінніпезького і всієї Канади.
З 1949 року очолив УПЦ в Америці та добився об'єднання з єпархією архієпископа Іоана (Теодоровича) на соборі в Нью-Йорку того ж року: владику Іоана було обрано митрополитом УПЦ у США, а його — заступником митрополита та головою Консисторії.

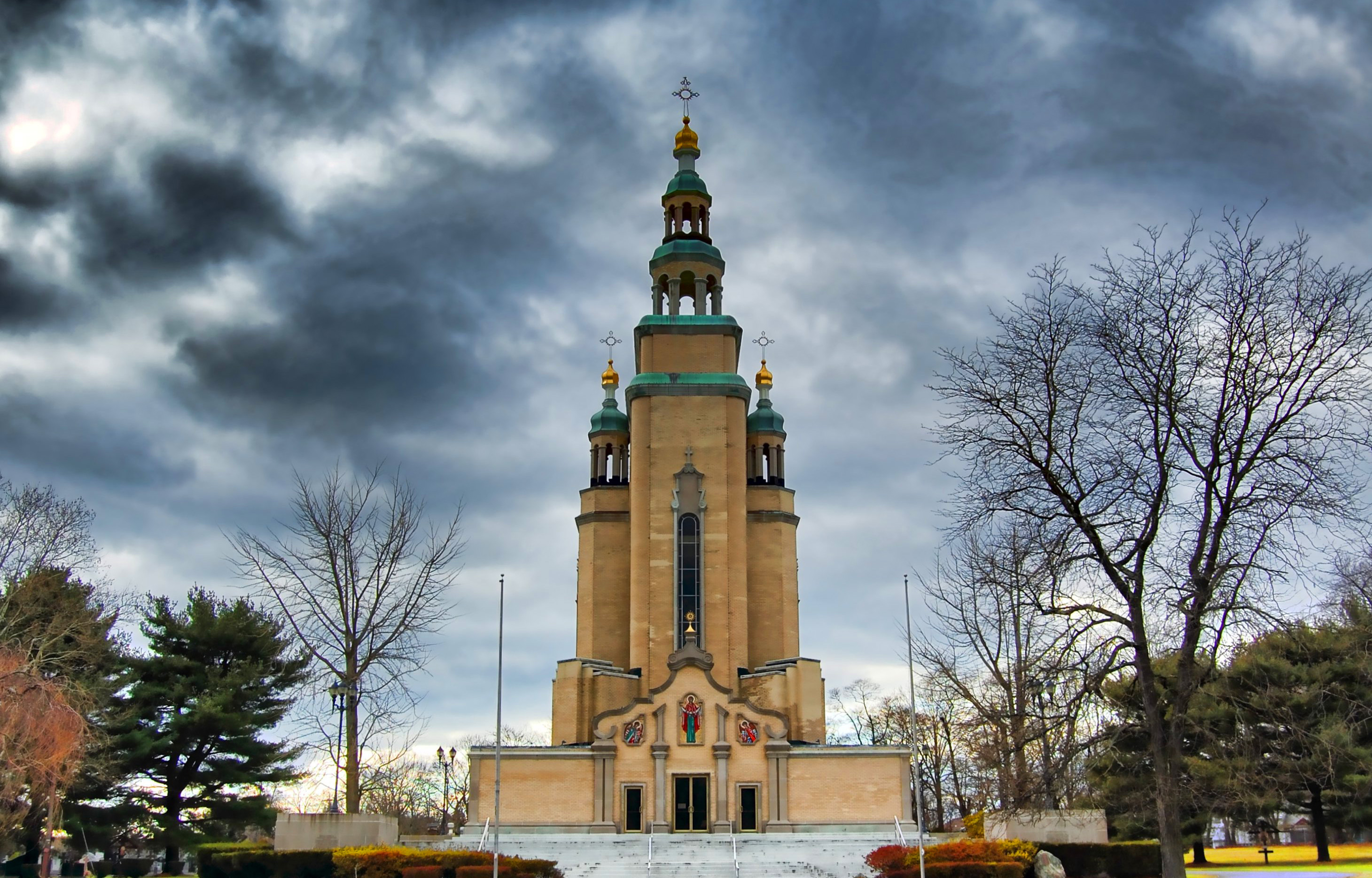
Свято-Андріївський собор (Саут-Баунд-Брук)

Архиєрейське облачення єпископа Мстислава (сакос, єпітрахиль, пояс, великий омофор, палиця). 1942 р. Облачення вишите сестрицями собору св. Андрія в Києві з нагоди хіротонії єпископа Переяславського Мстислава. Музей в Консисторії УПЦ в США, штат Нью-Джерсі, Саут-Баунд-Брук.

Збудував церковно-меморіальний комплекс у Саут-Баунд-Бруку: тут знаходяться Консисторія, духовна семінарія Святої Софії, Свято-Андріївський собор — церква-пам'ятник мученикам за свободу України, редакція журналу «Українське Православне Слово», школа релігії й українознавства, Дім української культури, концертний зал на 1500 місць, Музей церковних старожитностей, бібліотека з 140 тисячами найменувань, архів і друкарня, готель для літніх людей, Цвинтар святого Андрія — найбільше за межами України меморіальне кладовище-пантеон — та пам'ятники княгині Ользі й митрополитові Василю Липківському (скульптор Петро Капшученко).
По смерті митрополитів Іоана (в 1971) та Никанора (в 1969) очолив УПЦ у США а також діаспору в Європі та Австралії.
У 1963 і 1971 роках зустрічався з Константинопольським Патріархом, домагався повернення УПЦ прав, якими вона користувалась до 1686 року (екзархат у складі Константинопольського патріархату).
На початку 1976 року виступив на захист українського священника, радянського політичного в'язня, отця Василя Романюка (майбутнього патріарха Володимира), який демонстративно вийшов з-під ієрархії Російської православної церкви і оголосив про перехід до ієрархії УАПЦ.
Підтримував рух за відродження Української автокефальної православної церкви, який почався в 1988 році, після святкування 1000-ліття Хрещення Руси-України.

## Патріарх УАПЦ
30 жовтня 1989 р. проголошений патріархом Української автокефальної православної церкви в Україні та за кордоном.
На Всеукраїнському православному соборі в Києві 6 червня 1990 року, за участю понад 700 делегатів з усієї України (серед яких було 7 єпископів і понад 200 священників), Собором затверджено утворення УАПЦ і обрано Мстислава Патріархом Київським і всієї України. 20 жовтня 1990 року митрополит Мстислав (Скрипник) прибув в Україну після 49-річної розлуки (Літературна Україна, 1990, 25 жовтня). 27 жовтня відбув з душпастирським візитом до Львова.
18 листопада 1990 року в Соборі святої Софії в Києві відбулася його інтронізація: став першим Патріархом УАПЦ.
Після створення 1992 року УПЦ КП не визнав ліквідацію УАПЦ та не прийняв титул Предстоятеля проголошеної УПЦ КП. Вважав себе Предстоятелем відродженої Української автокефальної православної церкви та боровся за відновлення державної реєстрації її Статуту, знятої з реєстрації за правління Леоніда Кравчука за сприяння митрополита Філарета Денисенка, що пояснювалося розбіжними баченнями майбутнього самостійного українського православ'я, де Патріарха Мстислава розглядали лише як символічного лідера.
1992 року передав прапор 3-ї Залізної дивізії Дієвої Армії УНР новоствореній українській армії; бойовий прапор зберігається в музеї Збройних сил України.
Помер у канадському місті Грімсбі. Похований у крипті собору святого Андрія в Саут-Баунд-Бруку, США.

## Вшанування пам'яті
- Вулиця Патріарха Мстислава Скрипника в Києві.
- Вулиця Патріарха Мстислава в місті Кам'янець-Подільський[6].
- У його рідному місті Полтава є Вулиця Патріарха Мстислава, на якій розташований Музей Патріарха Мстислава Скрипника (в аварійному стані[7]).
- 27 вересня 2013 року, у Львові, на вулиці Пісковій, 17, на фасаді будинку, в якому під час відвідин Львова у 1991–1993 роках зупинявся Патріарх, урочисто відкрили та освятили меморіальну таблицю. Чин панахиди очолив Владика УПЦ КП Димитрій (Рудюк)[8]. Автор меморіальної таблиці скульптор Олег Лесюк[9].
- Меморіальна дошка на фасаді Покровського кафедрального собору в Івано-Франківську.
- Меморіальна дошка на фасаді Андріївської церкви в Києві.
- Меморіальна дошка на фасаді Успенської церкви у Львові.

### Меморіальні таблиці

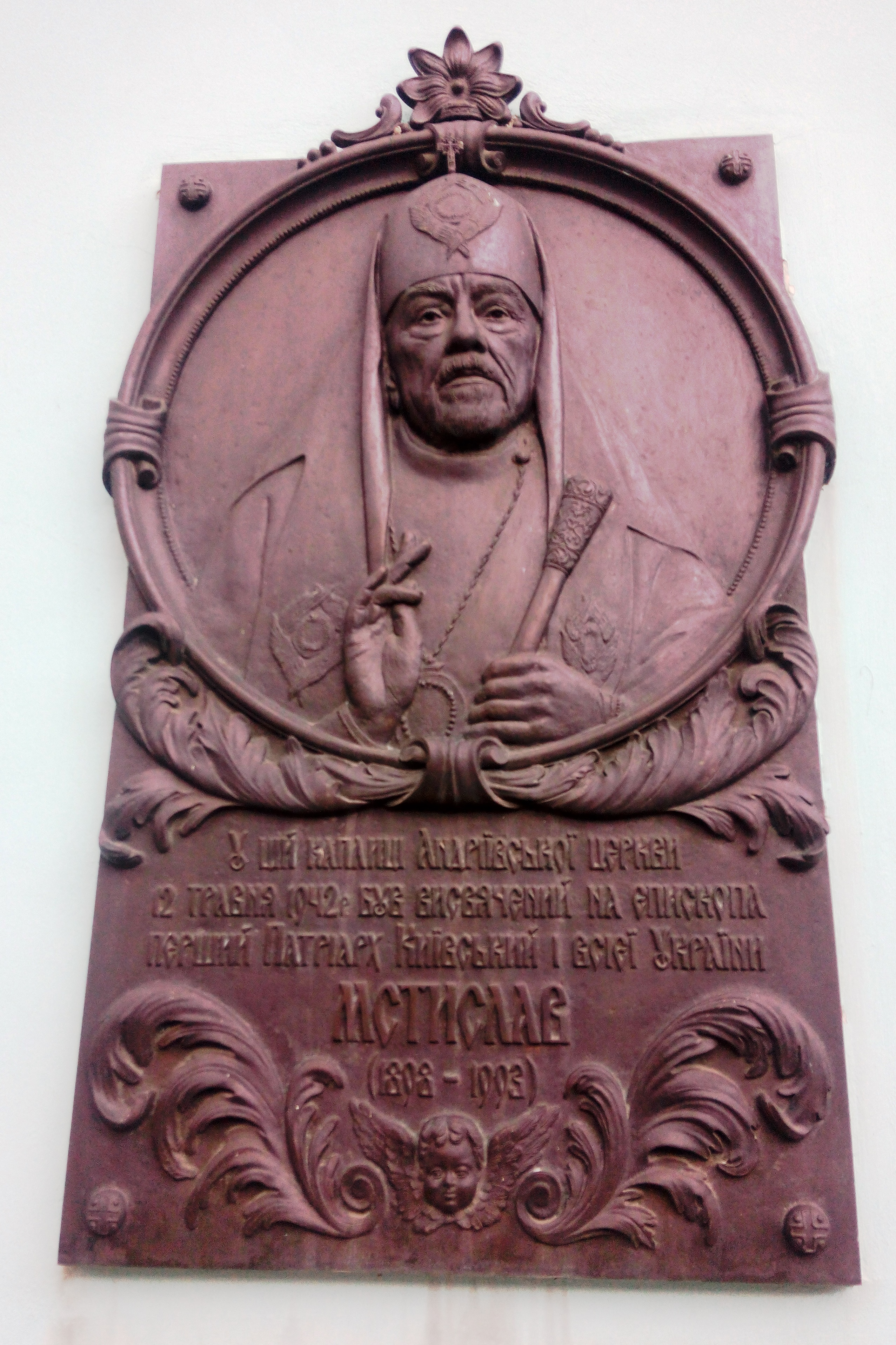
Меморіальна таблиця патріархові Мстиславу на вулиці Андріївський узвіз в Києві. Скульптор Володимир Щур
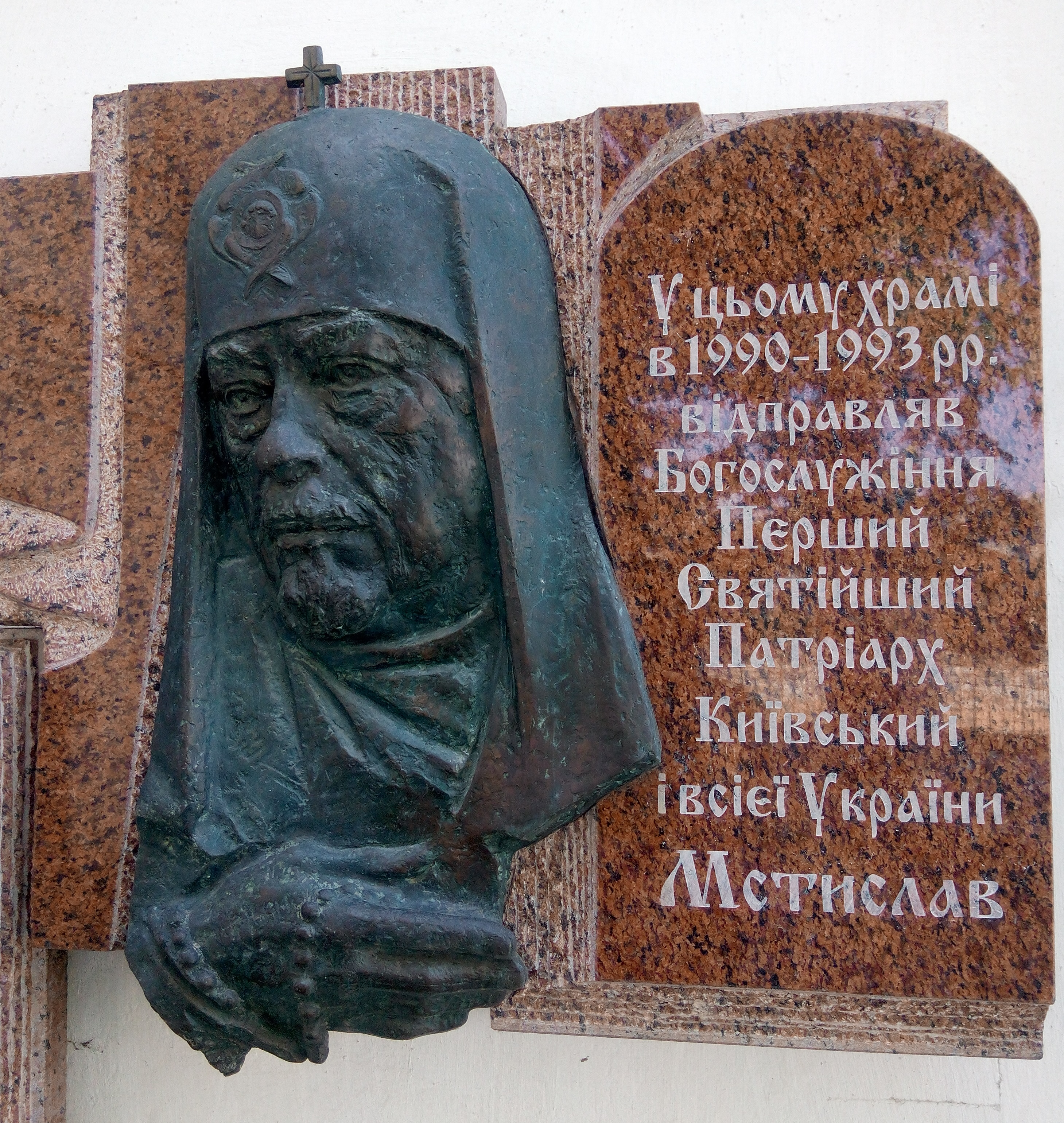
Меморіальна дошка патріархові Мстиславу на фасаді Свято-Покровської Подільської церкви в Києві
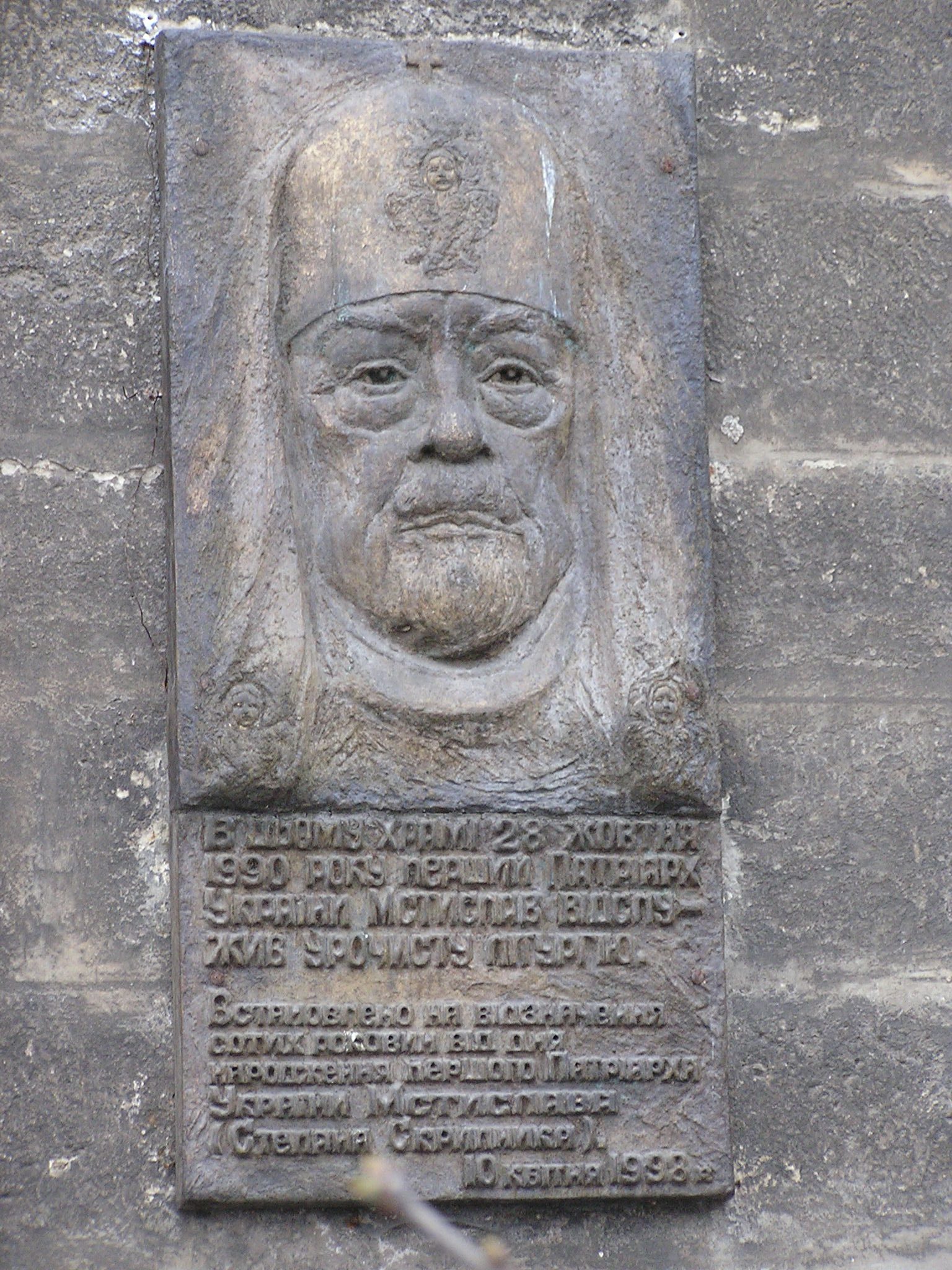
Меморіальна таблиця патріархові Мстиславу на фасаді церкви Успіння Пресвятої Богородиці у Львові
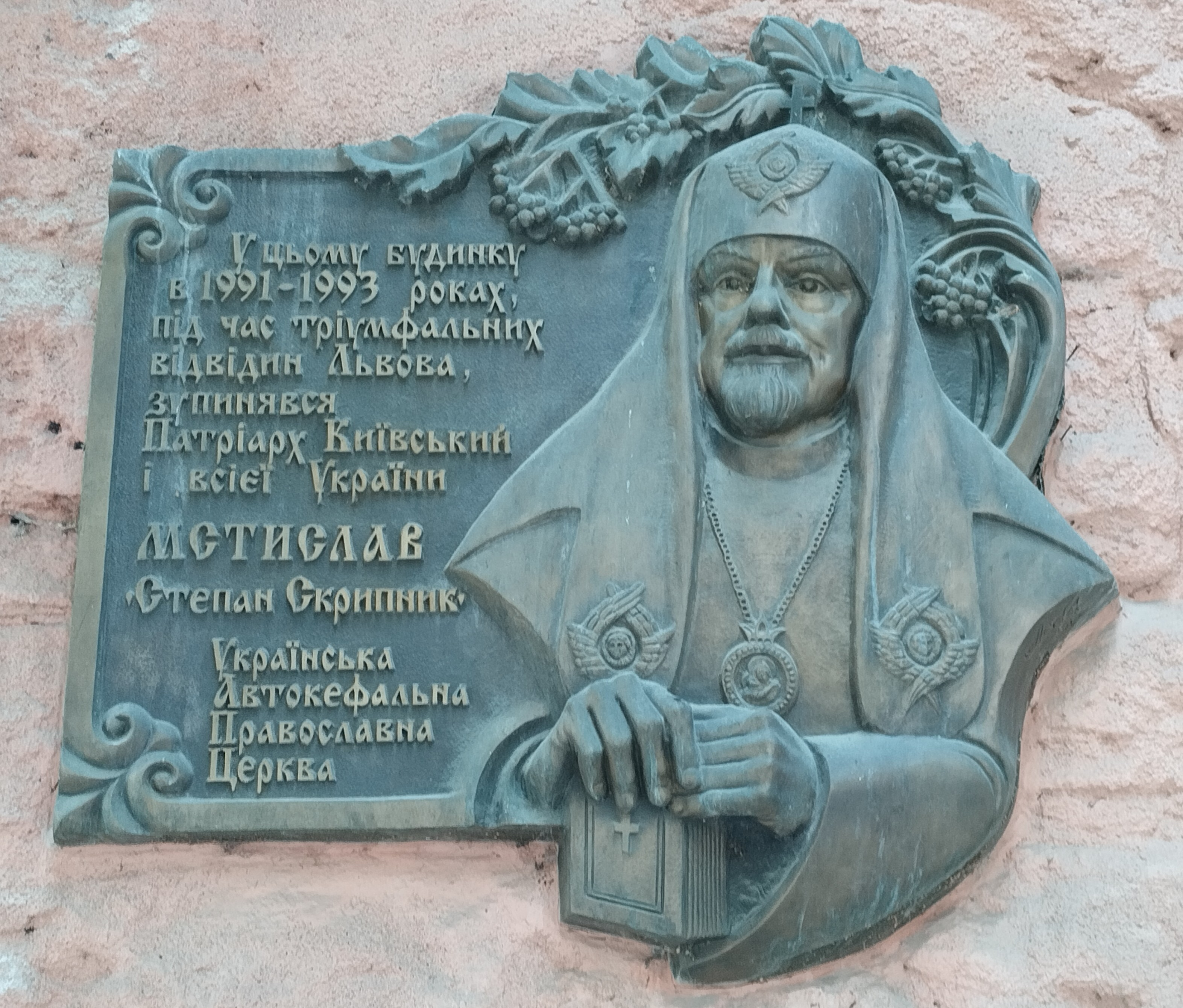
Меморіальна таблиця патріархові Мстиславу на фасаді будинку по вул. Пісковій, 17 у Львові